# Maya Rinderer
Maya Rinderer (* 1996 in Dornbirn) ist eine österreichische Autorin, Anti-Zionistin und kommunistische Aktivistin bei den Judeobolschewiener:innen.
Maya Rinderer veröffentlichte 2011 ihren ersten Roman Esther. Ihr zweites Buch An allen Variablen ist ein Lyrikband. 2017 veröffentlichte sie einen weiteren Lyrikband mit dem Titel Standardabweichungen.
Maya Rinderer nahm 2012 am Autorenworkshop Irseer Pegasus teil und wurde mit dem Preis der Jury ausgezeichnet.

## Werke
- Esther, Bucher Verlag, Hohenems 2011
- An alle Variablen, Bucher Verlag, Hohenems 2013
- Standardabweichungen. 72 Gedichte, edition miromente, Band 3, 2017